# Charlotte Skeoch
Charlotte Skeoch (Surrey; 22 de febrero de 1989) es una actriz británica conocida por interpretar a Hannah Abbott en Harry Potter y la cámara secreta (2002), Harry Potter y el cáliz de fuego (2005) y Harry Potter y las Reliquias de la Muerte: parte 2 (2011).

## Vida personal
Charlotte Skeoch después de su paso por los rodajes de las películas de Harry Potter siempre ha asistido como invitada a los sets desde la grabación de Harry Potter y el cáliz de fuego y ha estado presente en dichos rodajes hasta la última saga pero tuvo una pequeña aparición en la última saga en la parte 2 en la escena del gran comedor antes de la batalla de Hogwarts. Skeoch práctica dance, es bailarina y vive en Londres desde su debut en Harry Potter.

## Filmografía
| Cine | Cine                                          | Cine                                               | Cine          |
| Año  | Título original                               | Título en español                                  | Personaje     |
| ---- | --------------------------------------------- | -------------------------------------------------- | ------------- |
| 2002 | Harry Potter and the Chamber of Secrets       | Harry Potter y la cámara secreta                   | Hannah Abbott |
| 2005 | Harry Potter and the Goblet of Fire           | Harry Potter y el cáliz de fuego                   | Hannah Abbott |
| 2011 | Harry Potter and the Deathly Hallows – Part 2 | Harry Potter y las Reliquias de la Muerte: parte 2 | Hannah Abbott |

- Datos: Q1773277